# Taiga e tundra dei monti Urali
La taiga e tundra dei monti Urali è una ecoregione terrestre della ecozona paleartica appartenente al bioma della foresta boreale (codice ecoregione: PA0610) che si sviluppa per circa 174.600 km2 nella Russia centrale.  È inclusa nella lista Global 200 con il nome di  Taiga dei monti Urali. Lo stato di conservazione è considerato vulnerabile.

## Territorio
La regione si sviluppa per una lunghezza di cira 1.500 km in direzione nord-sud lungo le pendici dei monti Urali al confine fra la Russia europea e quella asiatica.
Il clima e la vegetazione sulle pendici occidentali è abbastanza diverso da quello sul lato orientale delle montagne. Le pendici occidentali ricevono precipitazioni annuali da 500 a 700 mm, mentre la parte orientale è influenzata dalle masse d'aria artiche ed ha precipitazioni dai 300 ai 480 mm.

## Fauna
Qui sono presenti alcuni mammiferi diffusi anche in regioni di taiga e tundra di altre parti del mondo: lupi (Canis lupus), orsi bruni (Ursus arctos) e linci (Lynx lynx). Un tempo estinto in questa ecoregione, il castoro europeo (Castor fiber) è stato reintrodotto nel 1949 e da allora il suo numero è così aumentato da essere divenuto una specie comune. Anche gli alci (Alces alces) hanno fatto ritorno grazie alle misure di conservazione attuate. La renna (Rangifer tarandus), tuttavia, che ha subito anch'essa una grave diminuzione alla stregua degli alci, suoi lontani parenti, è rimasta una specie rara a causa della competizione con le sue simili domestiche. Altri animali rari qui presenti sono l'albanella pallida (Circus macrourus), il biancone eurasiatico (Circaetus gallicus), l'aquila imperiale (Aquila heliaca), il grillaio (Falco naumanni), la cicogna nera (Ciconia nigra) e il falco pescatore (Pandion haliaetus).

## Conservazione

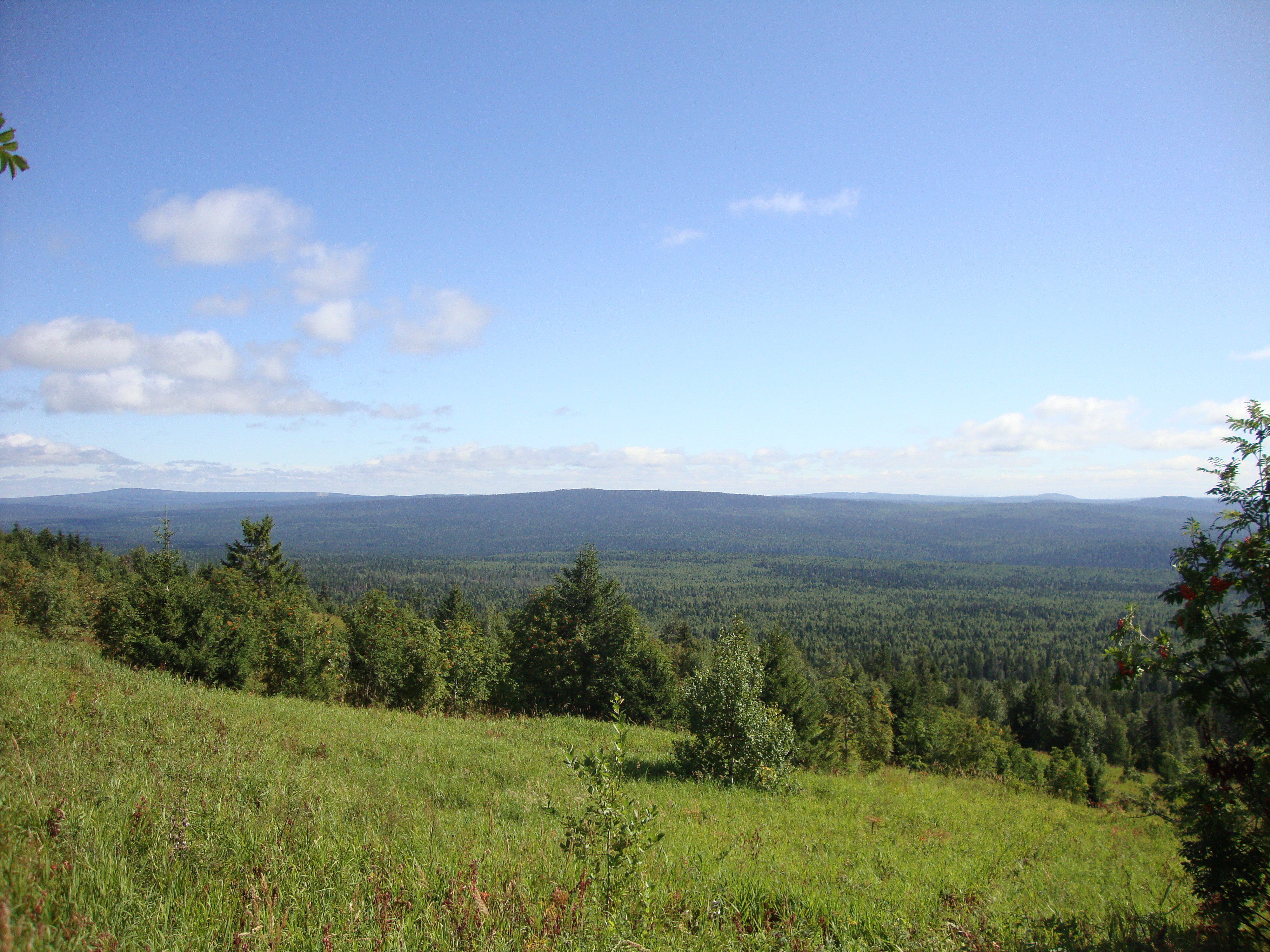
Panorama nella riserva naturale di Basegi

Lo stato di conservazione è considerato vulnerabile. Le principali minacce a questa ecoregione provengono da disboscamento delle foreste antiche, pascolo, estrazione mineraria, inquinamento atmosferico dovoto all'industria chimica, turismo e agricoltura. Tuttavia, le minacce sono diverse nelle varie parti dell'ecoregione. Ad esempio, la tundra è significativamente alterata in tutta l'ecoregione, ad eccezione di alcune zone protette. Anche le zone di taiga delle zone centrali e meridionali sono fortemente alterate dalla silvicoltura e dall'estrazione mineraria, ma la taiga settentrionale è ancora relativamente ben conservata.
Nella regione si trovano molte aree protette. Fta queste:
- Riserva naturale di Basegi;[3]
- Riserva naturale di Bashkir;[4]
- Riserva naturale Pečoro-Ilyčskij;
- Riserva naturale di Visim;[5]
- Riserva naturale degli Urali meridionali;[6]
- Parco nazionale di Zyuratkul;[7]
- Parco nazionale di Taganaj.[8]